# 屏東縣各級學校列表
屏東縣各級學校列表列出台灣屏東縣境內學校一覽。

## 大專院校

### 綜合大學
| 學校名稱     | 創校時間 | 升格時間 | 校地（公頃） | 學校地址                 | 網址                                          |
| ------------ | -------- | -------- | ------------ | ------------------------ | --------------------------------------------- |
| 國立屏東大學 | 1940年   | 2014年   | 51.38        | 屏東縣屏東市民生路4-18號 | http://www.nptu.edu.tw （页面存档备份，存于） |

### 科技大學
| 學校名稱         | 創校時間 | 升格時間 | 校地（公頃） | 學校地址               | 網址                                               |
| ---------------- | -------- | -------- | ------------ | ---------------------- | -------------------------------------------------- |
| 國立屏東科技大學 | 1924年   | 1997年   | 298.79       | 屏東縣內埔鄉學府路1號  | http://mportal.npust.edu.tw （页面存档备份，存于） |
| 私立大仁科技大學 | 1966年   | 2005年   | 15.14        | 屏東縣鹽埔鄉維新路20號 | http://www.tajen.edu.tw/                           |
| 私立美和科技大學 | 1966年   | 2010年   | 5.29         | 屏東縣內埔鄉屏光路23號 | http://www.meiho.edu.tw/ （页面存档备份，存于）    |

### 專科學校
| 學校名稱                 | 創校時間 | 升格時間 | 校地（公頃） | 學校地址                | 網址                                             |
| ------------------------ | -------- | -------- | ------------ | ----------------------- | ------------------------------------------------ |
| 私立慈惠醫護管理專科學校 | 1964年   | 2000年   | 19.61        | 屏東縣南州鄉三民路367號 | http://www.tzuhui.edu.tw/ （页面存档备份，存于） |

## 高級中學

### 國立
| 學校名稱                     | 學校地址                | 網址                                                |
| ---------------------------- | ----------------------- | --------------------------------------------------- |
| 國立屏東高級中學             | 屏東縣屏東市忠孝路231號 | http://www.pths.ptc.edu.tw/ （页面存档备份，存于）  |
| 國立屏東女子高級中學         | 屏東縣屏東市仁愛路94號  | http://www.ptgsh.ptc.edu.tw/ （页面存档备份，存于） |
| 國立潮州高級中學             | 屏東縣潮州鎮中山路11號  | https://www.ccsh.ptc.edu.tw/ （页面存档备份，存于） |
| 國立屏北高級中學             | 屏東縣鹽埔鄉莒光路168號 | http://www.ppsh.ptc.edu.tw/ （页面存档备份，存于）  |
| 國立屏東高級工業職業學校     | 屏東縣屏東市建國路25號  | http://www.ptivs.ptc.edu.tw/ （页面存档备份，存于） |
| 國立東港高級海事水產職業學校 | 屏東縣東港鎮豐漁街66號  | http://www.tkms.ptc.edu.tw/ （页面存档备份，存于）  |
| 國立恆春高級工商職業學校     | 屏東縣恆春鎮恆南路38號  | 網址                                                |
| 國立內埔高級農工職業學校     | 屏東縣內埔鄉成功路83號  | http://www.npvs.ptc.edu.tw/ （页面存档备份，存于）  |
| 國立佳冬高級農業職業學校     | 屏東縣佳冬鄉佳農街67號  | http://www.ctvs.ptc.edu.tw/ （页面存档备份，存于）  |
| 國立屏科實驗高級中等學校     | 屏東縣屏東市            | https://nehs.ptc.edu.tw/                            |

### 縣立
| 學校名稱             | 學校地址                | 網址                                               |
| -------------------- | ----------------------- | -------------------------------------------------- |
| 屏東縣立大同高級中學 | 屏東縣屏東市和平路429號 | http://www.dtjh.ptc.edu.tw/ （页面存档备份，存于） |
| 屏東縣立東港高級中學 | 屏東縣東港鎮船頭路1號   | http://www.dkjh.ptc.edu.tw/ （页面存档备份，存于） |
| 屏東縣立枋寮高級中學 | 屏東縣枋寮鄉義民路3號   | http://www.flhs.ptc.edu.tw/ （页面存档备份，存于） |
| 屏東縣立來義高級中學 | 屏東縣來義鄉中正路147號 | http://www.lyhs.ptc.edu.tw/ （页面存档备份，存于） |

### 私立
| 學校名稱                     | 學校地址                 | 網址                                               |
| ---------------------------- | ------------------------ | -------------------------------------------------- |
| 私立陸興高級中學             | 屏東縣屏東市廣東路150號  | http://www.lssh.ptc.edu.tw/ （页面存档备份，存于） |
| 私立屏榮高級中學             | 屏東縣屏東市民學路100號  | http://www.prhs.ptc.edu.tw/ （页面存档备份，存于） |
| 私立美和高級中學             | 屏東縣內埔鄉學人路323號  | http://www.mhsh.ptc.edu.tw/ （页面存档备份，存于） |
| 私立民生高級家事商業職業學校 | 屏東縣屏東市民生東路12號 | http://www.msvs.ptc.edu.tw/ （页面存档备份，存于） |

## 國民中學

### 縣立
| 學校名稱             | 學校地址                  | 網址                                                |
| -------------------- | ------------------------- | --------------------------------------------------- |
| 縣立明正國中         | 屏東縣屏東市大連路70號    | http://www.mcjh.ptc.edu.tw/ （页面存档备份，存于）  |
| 縣立中正國中         | 屏東縣屏東市民學路2路     | http://www.ccjh.ptc.edu.tw/ （页面存档备份，存于）  |
| 縣立大同高中(國中部) | 屏東縣屏東市和平路429號   | http://www.dtjh.ptc.edu.tw/ （页面存档备份，存于）  |
| 縣立鶴聲國中         | 屏東縣屏東市大武路225號   | http://www.hsjh.ptc.edu.tw/ （页面存档备份，存于）  |
| 縣立至正國中         | 屏東縣屏東市公裕街300號   | http://www.jjjh.ptc.edu.tw/ （页面存档备份，存于）  |
| 縣立公正國中         | 屏東縣屏東市公興路11號    | http://www.kcjh.ptc.edu.tw// （页面存档备份，存于） |
| 縣立潮州國中         | 屏東縣潮州鎮文化路66號    | http://www.cjjh.ptc.edu.tw/ （页面存档备份，存于）  |
| 縣立光春國中         | 屏東縣潮州鎮光春路290號   | http://www.kcjhs.ptc.edu.tw/ （页面存档备份，存于） |
| 縣立東港高中(國中部) | 屏東縣東港鎮船頭路1號     | http://www.dkjh.ptc.edu.tw/ （页面存档备份，存于）  |
| 縣立東新國中         | 屏東縣東港鎮東新路一號    | http://www.dsjh.ptc.edu.tw/ （页面存档备份，存于）  |
| 縣立內埔國中         | 屏東縣內埔鄉文化路262號   | http://www.npjh.ptc.edu.tw/ （页面存档备份，存于）  |
| 縣立崇文國中         | 屏東縣內埔鄉昭勝路438號   | http://www.cwjh.ptc.edu.tw/ （页面存档备份，存于）  |
| 縣立萬丹國中         | 屏東縣萬丹鄉萬丹路二段5號 | http://www.wtjh.ptc.edu.tw/ （页面存档备份，存于）  |
| 縣立萬新國中         | 屏東縣萬丹鄉新鐘路8號     | http://www.wsjh.ptc.edu.tw/ （页面存档备份，存于）  |
| 縣立新園國中         | 屏東縣新園鄉仙吉路111號   | http://www.syjh.ptc.edu.tw/ （页面存档备份，存于）  |
| 縣立長治國中         | 屏東縣長治鄉中興路578號   | http://www.cjjhs.ptc.edu.tw/ （页面存档备份，存于） |
| 縣立鹽埔國中         | 屏東縣鹽埔鄉勝利路30號    | http://www.ypjh.ptc.edu.tw/ （页面存档备份，存于）  |
| 縣立高樹國中         | 屏東縣高樹鄉南興路4號     | http://www.ksjh.ptc.edu.tw/ （页面存档备份，存于）  |
| 縣立高泰國中         | 屏東縣高樹鄉產業路225號   | http://www.gtjh.ptc.edu.tw/ （页面存档备份，存于）  |
| 縣立枋寮高中(國中部) | 屏東縣枋寮鄉義民路3號     | http://www.flhs.ptc.edu.tw/ （页面存档备份，存于）  |
| 縣立里港國中         | 屏東縣里港鄉里中路10號    | http://www.lgjh.ptc.edu.tw/ （页面存档备份，存于）  |
| 縣立九如國中         | 屏東縣九如鄉玉水路26號    | http://www.jrjh.ptc.edu.tw/ （页面存档备份，存于）  |
| 縣立萬巒國中         | 屏東縣萬巒鄉褒忠路5號     | 網址                                                |
| 縣立佳冬國中         | 屏東縣佳冬鄉大同路1號     | http://www.jdjh.ptc.edu.tw/ （页面存档备份，存于）  |
| 縣立林邊國中         | 屏東縣林邊鄉和平路43號    | http://www.lpjh.ptc.edu.tw/ （页面存档备份，存于）  |
| 縣立竹田國中         | 屏東縣竹田鄉龍門路26號    | 網址                                                |
| 縣立琉球國中         | 屏東縣琉球鄉中正路158號   | http://www.lcjh.ptc.edu.tw/ （页面存档备份，存于）  |
| 縣立南州國中         | 屏東縣南州鄉人和路231號   | http://www.njjh.ptc.edu.tw/ （页面存档备份，存于）  |
| 縣立麟洛國中         | 屏東縣麟洛鄉中山路2號     | http://www.lljh.ptc.edu.tw/ （页面存档备份，存于）  |
| 縣立新埤國中         | 屏東縣新埤鄉建功路190號   | 網址                                                |
| 縣立車城國中         | 屏東縣車城鄉新興路42號    | http://www.ccjhs.ptc.edu.tw/ （页面存档备份，存于） |
| 縣立滿州國中         | 屏東縣滿州鄉文化路32號    | http://www.mjjhs.ptc.edu.tw/ （页面存档备份，存于） |
| 縣立來義高中(國中部) | 屏東縣來義鄉中正路147號   | http://www.lyhs.ptc.edu.tw/ （页面存档备份，存于）  |
| 縣立瑪家國中         | 屏東縣瑪家鄉三和巷16號    | http://www.mjjh.ptc.edu.tw/ （页面存档备份，存于）  |
| 縣立泰武國中         | 屏東縣泰武鄉佳平村120號   | http://www.twjh.ptc.edu.tw/ （页面存档备份，存于）  |
| 縣立牡丹國中         | 屏東縣牡丹鄉石門路1-1號   | http://www.mdjh.ptc.edu.tw/ （页面存档备份，存于）  |
| 縣立獅子國中         | 屏東縣枋山鄉舊庄280號     | http://www.stjh.ptc.edu.tw/ （页面存档备份，存于）  |
| 縣立恆春國中         | 屏東縣恆春鎮文化路79號    | http://www.hcjh.ptc.edu.tw/ （页面存档备份，存于）  |

### 中小學
| 學校名稱             | 學校地址                     | 網址                                                |
| -------------------- | ---------------------------- | --------------------------------------------------- |
| 縣立大路關國民中小學 | 屏東縣高樹鄉廣興村中正路28號 | http://www.gosps.ptc.edu.tw/ （页面存档备份，存于） |

### 代用
| 學校名稱       | 學校地址                 | 網址                                               |
| -------------- | ------------------------ | -------------------------------------------------- |
| 縣私立南榮國中 | 屏東縣崁頂鄉田寮路1-15號 | http://www.nzjh.ptc.edu.tw/ （页面存档备份，存于） |

### 私立
| 學校名稱                 | 學校地址                | 網址                                               |
| ------------------------ | ----------------------- | -------------------------------------------------- |
| 私立陸興高級中學(國中部) | 屏東縣屏東市廣東路150號 | http://www.lssh.ptc.edu.tw/ （页面存档备份，存于） |
| 私立屏榮高級中學(國中部) | 屏東縣屏東市民學路100號 | http://www.prhs.ptc.edu.tw/ （页面存档备份，存于） |
| 私立美和高級中學(國中部) | 屏東縣內埔鄉學人路323號 | http://www.mhsh.ptc.edu.tw/ （页面存档备份，存于） |

## 國民小學

### 國立
| 學校名稱                     | 學校地址               | 網址                                                 |
| ---------------------------- | ---------------------- | ---------------------------------------------------- |
| 國立屏東大學附設實驗國民小學 | 屏東縣屏東市廣東路20號 | http://www.npueps.ptc.edu.tw/ （页面存档备份，存于） |

### 縣立
| 學校名稱                     | 學校地址                               | 網址                                                           |  |
| ---------------------------- | -------------------------------------- | -------------------------------------------------------------- |  |
| 屏東縣屏東市中正國民小學     | 屏東縣屏東市蘇州街75號                 | http://www.ccps.ptc.edu.tw/ （页面存档备份，存于）             |  |
| 屏東縣屏東市仁愛國民小學     | 屏東縣屏東市興樂里仁愛路98號           | http://web.raps.ptc.edu.tw/ （页面存档备份，存于）             |  |
| 屏東縣屏東市海豐國民小學     | 屏東縣屏東市三山里海豐街3號            | 網址                                                           |  |
| 屏東縣屏東市公館國民小學     | 屏東縣屏東市龍華里公華街182號          | http://www.ggps.ptc.edu.tw/ （页面存档备份，存于）             |  |
| 屏東縣屏東市大同國民小學     | 屏東縣屏東市安鎮里建國路二0二號        | http://www.dtps.ptc.edu.tw/ （页面存档备份，存于）             |  |
| 屏東縣屏東市鶴聲國民小學     | 屏東縣屏東市厚生里建國路121號          | http://web.hsps.ptc.edu.tw/ （页面存档备份，存于）             |  |
| 屏東縣屏東市勝利國民小學     | 屏東縣屏東市勝利里28鄰蘭州街2號        | http://web.slps.ptc.edu.tw/ （页面存档备份，存于）             |  |
| 屏東縣屏東市歸來國民小學     | 屏東縣屏東市湖西里歸國巷1號            | http://www.glps.ptc.edu.tw/ （页面存档备份，存于）             |  |
| 屏東縣屏東市民生國民小學     | 屏東縣屏東市瑞光里安心四橫巷139-1號    | 網址                                                           |  |
| 屏東縣屏東市前進國民小學     | 屏東縣屏東市前進里建國路405巷100弄39號 | http://www.cjes.ptc.edu.tw/ （页面存档备份，存于）             |  |
| 屏東縣屏東市唐榮國民小學     | 屏東縣屏東市崇禮里中山路41號           | http://www.trps.ptc.edu.tw/ （页面存档备份，存于）             |  |
| 屏東縣屏東市民和國民小學     | 屏東縣屏東市橋北里自立路213號          | http://www.mhps.ptc.edu.tw/ （页面存档备份，存于）             |  |
| 屏東縣屏東市建國國民小學     | 屏東縣屏東市建興路36號                 | https://sites.google.com/ （页面存档备份，存于）               |  |
| 屏東縣屏東市復興國民小學     | 屏東縣屏東市永安里復興路376號          | http://www.fsps.ptc.edu.tw （页面存档备份，存于）              |  |
| 屏東縣屏東市忠孝國民小學     | 屏東縣屏東市大連里建豐路204號          | http://web.chps.ptc.edu.tw/ （页面存档备份，存于）             |  |
| 屏東縣屏東市和平國民小學     | 屏東縣屏東市華正路80號                 | http://www.hpps.ptc.edu.tw （页面存档备份，存于）              |  |
| 屏東縣屏東市信義國民小學     | 屏東縣屏東市信義路262號                | http://www.syps.ptc.edu.tw （页面存档备份，存于）              |  |
| 屏東縣屏東市瑞光國民小學     | 屏東縣屏東市大連里興豐路86號           | http://www.rgps.ptc.edu.tw/ （页面存档备份，存于）             |  |
| 屏東縣屏東市崇蘭國民小學     | 屏東縣屏東市崇蘭里廣東路1259號         | 網址                                                           |  |
| 屏東縣萬丹鄉萬丹國民小學     | 屏東縣萬丹鄉寶厝村萬新路1497號         | http://www.wtps.ptc.edu.tw （页面存档备份，存于）              |  |
| 屏東縣萬丹鄉新庄國民小學       | 屏東縣萬丹鄉新庄村新鐘路410號          | http://web.sjps.ptc.edu.tw （页面存档备份，存于）              |  |
| 屏東縣萬丹鄉興華國民小學     | 屏東縣萬丹鄉崙頂村860號                |                                                                |  |
| 屏東縣萬丹鄉新興國民小學     | 屏東縣萬丹鄉灣內村聖賢路241號          |                                                                |  |
| 屏東縣萬丹鄉社皮國民小學     | 屏東縣萬丹鄉社口村社皮路二段550號      |                                                                |  |
| 屏東縣萬丹鄉廣安國民小學     | 屏東縣萬丹鄉廣安村廣志街8巷15號        |                                                                |  |
| 屏東縣萬丹鄉興化國民小學     | 屏東縣萬丹鄉興全村興國路52號           |                                                                |  |
| 屏東縣萬丹鄉四維國民小學     | 屏東縣萬丹鄉四維村四維東路567號        | 網址                                                           |  |
| 屏東縣麟洛鄉麟洛國民小學     | 屏東縣麟洛鄉麟趾村中華路86號           |                                                                |  |
| 屏東縣九如鄉九如國民小學     | 屏東縣九如鄉九如路二段3-1號            |                                                                |  |
| 屏東縣九如鄉三多國民小學     | 屏東縣九如鄉三塊村三民路307號          |                                                                |  |
| 屏東縣九如鄉後庄國民小學       | 屏東縣九如鄉耆老村中正路2號            |                                                                |  |
| 屏東縣九如鄉惠農國民小學     | 屏東縣九如鄉東寧村新庄路1號            | http://www.hnps.ptc.edu.tw/ （页面存档备份，存于）             |  |
| 屏東縣長治鄉長興國民小學     | 屏東縣長治鄉新潭村潭頭路50號           |                                                                |  |
| 屏東縣長治鄉繁華國民小學     | 屏東縣長治鄉繁華村水源路96號           | http://www.fhps.ptc.edu.tw （页面存档备份，存于）              |  |
| 屏東縣長治鄉德協國民小學     | 屏東縣長治鄉德成村中興路551號          |                                                                |  |
| 屏東縣鹽埔鄉鹽埔國民小學     | 屏東縣鹽埔鄉鹽南村光復路90號           | http://www.ypps.ptc.edu.tw/ （页面存档备份，存于）             |  |
| 屏東縣鹽埔鄉仕絨國民小學     | 屏東縣鹽埔鄉仕絨村東平街16號           | http://www.srps.ptc.edu.tw/ （页面存档备份，存于）             |  |
| 屏東縣鹽埔鄉高朗國民小學     | 屏東縣鹽埔鄉高朗村民治路37號           |                                                                |  |
| 屏東縣鹽埔鄉新圍國民小學     | 屏東縣鹽埔鄉新二村維新路67號           |                                                                |  |
| 屏東縣鹽埔鄉彭厝國民小學     | 屏東縣鹽埔鄉洛陽村七份路21號           | http://web.pcps.ptc.edu.tw （页面存档备份，存于）              |  |
| 屏東縣鹽埔鄉振興國民小學     | 屏東縣鹽埔鄉振興村光明路36號           |                                                                |  |
| 屏東縣高樹鄉高樹國民小學     | 屏東縣高樹鄉高樹村華光路32號           | http://web.gsps.ptc.edu.tw （页面存档备份，存于）              |  |
| 屏東縣高樹鄉新豐國民小學     | 屏東縣高樹鄉新豐村泰和路26號           | http://www.sfps.ptc.edu.tw/ （页面存档备份，存于）             |  |
| 屏東縣高樹鄉田子國民小學     | 屏東縣高樹鄉鹽樹村公平路19號           |                                                                |  |
| 屏東縣高樹鄉新南國民小學     | 屏東縣高樹鄉新南村興店路五號           | http://www.snps.ptc.edu.tw （页面存档备份，存于）              |  |
| 屏東縣高樹鄉泰山國民小學     | 屏東縣高樹鄉泰山村產業路84號           |                                                                |  |
| 屏東縣里港鄉里港國民小學     | 屏東縣里港鄉過江村過江路41號           |                                                                |  |
| 屏東縣里港鄉載興國民小學     | 屏東縣里港鄉載興村載興路1之3號         | http://www.tses.ptc.edu.tw （页面存档备份，存于）              |  |
| 屏東縣里港鄉土庫國民小學     | 屏東縣里港鄉中和村中和路33號           | http://web.tkps.ptc.edu.tw （页面存档备份，存于）              |  |
| 屏東縣里港鄉三和國民小學     | 屏東縣里港鄉土庫村土庫路111之3號       |                                                                |  |
| 屏東縣里港鄉塔樓國民小學     | 屏東縣里港鄉塔樓村塔樓路21-3號         | http://www.tlps.ptc.edu.tw （页面存档备份，存于）              |  |
| 屏東縣里港鄉玉田國民小學     | 屏東縣里港鄉玉田村八德路91號           | http://web.ytes.ptc.edu.tw （页面存档备份，存于）              |  |
| 屏東縣潮州鎮潮州國民小學     | 屏東縣潮州鎮同榮里育英路31號           | 網址                                                           |  |
| 屏東縣潮州鎮光春國民小學     | 屏東縣潮州鎮光春里志成路201號          | http://web.gcps.ptc.edu.tw/ （页面存档备份，存于）             |  |
| 屏東縣潮州鎮光華國民小學     | 屏東縣潮州鎮光華里南進路2號            | http://web.khps.ptc.edu.tw/ （页面存档备份，存于）             |  |
| 屏東縣潮州鎮四林國民小學     | 屏東縣潮州鎮泗林里開元路2巷1號         |                                                                |  |
| 屏東縣潮州鎮潮南國民小學     | 屏東縣潮州鎮興美里興美路24號           |                                                                |  |
| 屏東縣潮州鎮潮東國民小學     | 屏東縣潮州鎮九塊里復興路66號           |                                                                |  |
| 屏東縣潮州鎮潮昇國民小學     | 屏東縣潮州鎮三共里北門路25號           | 網址                                                           |  |
| 屏東縣潮州鎮潮和國民小學     | 屏東縣潮州鎮三和里華巖街1號            |                                                                |  |
| 屏東縣萬巒鄉萬巒國民小學     | 屏東縣萬巒鄉萬全村褒忠路28號           |                                                                |  |
| 屏東縣萬巒鄉五溝國民小學     | 屏東縣萬巒鄉五溝村西盛路89號           |                                                                |  |
| 屏東縣萬巒鄉佳佐國民小學     | 屏東縣萬巒鄉佳和村佳興路59號           | http://web.jtes.ptc.edu.tw/ （页面存档备份，存于）             |  |
| 屏東縣萬巒鄉赤山國民小學     | 屏東縣萬巒鄉赤山村建興路40號           |                                                                |  |
| 屏東縣內埔鄉內埔國民小學     | 屏東縣內埔鄉內埔村廣濟路2號            | http://web.npes.ptc.edu.tw%5B%5D                               |  |
| 屏東縣內埔鄉崇文國民小學     | 屏東縣內埔鄉龍泉村原勝路6號            | http://www.cwps.ptc.edu.tw/ （页面存档备份，存于）             |  |
| 屏東縣內埔鄉新生國民小學     | 屏東縣內埔鄉大新村大新路109號          |                                                                |  |
| 屏東縣內埔鄉榮華國民小學     | 屏東縣內埔鄉建興村建興路216號          | http://web.rhes.ptc.edu.tw （页面存档备份，存于）              |  |
| 屏東縣內埔鄉黎明國民小學     | 屏東縣內埔鄉黎明村西淇路177號          |                                                                |  |
| 屏東縣內埔鄉隘寮國民小學     | 屏東縣內埔鄉隘寮村清涼路二段238號      | http://www.alps.ptc.edu.tw （页面存档备份，存于）              |  |
| 屏東縣內埔鄉泰安國民小學     | 屏東縣內埔鄉老埤村壽比路116號          | http://www.taps.ptc.edu.tw/ （页面存档备份，存于）             |  |
| 屏東縣內埔鄉東勢國民小學     | 屏東縣內埔鄉東勢村大同路三段20號       |                                                                |  |
| 屏東縣內埔鄉豐田國民小學     | 屏東縣內埔鄉豐田村新中路49號           | https://www.ftes.ptc.edu.tw/nss/p/index （页面存档备份，存于） |  |
| 屏東縣內埔鄉富田國民小學     | 屏東縣內埔鄉富田村里仁路202號          | http://www.ftps.ptc.edu.tw （页面存档备份，存于）              |  |
| 屏東縣內埔鄉東寧國民小學     | 屏東縣內埔鄉內田村自強路85號           | http://www.dnps.ptc.edu.tw （页面存档备份，存于）              |  |
| 屏東縣竹田鄉竹田國民小學     | 屏東縣竹田鄉竹田村公正路35號           | http://web.jtps.ptc.edu.tw （页面存档备份，存于）              |  |
| 屏東縣竹田鄉西勢國民小學     | 屏東縣竹田鄉西勢村光明路8之1號         |                                                                |  |
| 屏東縣竹田鄉大明國民小學     | 屏東縣竹田鄉泗洲村洲中路40號           | http://www.dmps.ptc.edu.tw （页面存档备份，存于）              |  |
| 屏東縣新埤鄉新埤國民小學     | 屏東縣新埤鄉新埤村新華路165號          |                                                                |  |
| 屏東縣新埤鄉大成國民小學     | 屏東縣新埤鄉打鐵村東興路33號           |                                                                |  |
| 屏東縣新埤鄉萬隆國民小學     | 屏東縣新埤鄉萬隆村中山路126號          |                                                                |  |
| 屏東縣新埤鄉餉潭國民小學     | 屏東縣新埤鄉餉潭村龍潭路149號          |                                                                |  |
| 屏東縣枋寮鄉枋寮國民小學     | 屏東縣枋寮鄉德興路197號                | http://web.flps.ptc.edu.tw （页面存档备份，存于）              |  |
| 屏東縣枋寮鄉僑德國民小學     | 屏東縣枋寮鄉隆山村僑德路186號          | 網址                                                           |  |
| 屏東縣枋寮鄉建興國民小學     | 屏東縣枋寮鄉人和村建興路39號           | http://www.jsps.ptc.edu.tw （页面存档备份，存于）              |  |
| 屏東縣枋寮鄉東海國民小學     | 屏東縣枋寮鄉東海村東海路486號          | http://web.dhps.ptc.edu.tw （页面存档备份，存于）              |  |
| 屏東縣東港鎮東港國民小學     | 屏東縣東港鎮興東里中正路一段10號       |                                                                |  |
| 屏東縣東港鎮東隆國民小學     | 屏東縣東港鎮共和里共和街45號           |                                                                |  |
| 屏東縣東港鎮海濱國民小學     | 屏東縣東港鎮豐漁里豐漁街34之2號        |                                                                |  |
| 屏東縣東港鎮以栗國民小學     | 屏東縣東港鎮船頭里船頭路25號           | http://www.ylps.ptc.edu.tw （页面存档备份，存于）              |  |
| 屏東縣東港鎮大潭國民小學     | 屏東縣東港鎮大潭里大潭路93號           |                                                                |  |
| 屏東縣東港鎮東興國民小學     | 屏東縣東港鎮興東路43-1號               |                                                                |  |
| 屏東縣東港鎮東光國民小學     | 屏東縣東港鎮長春二路15號               |                                                                |  |
| 屏東縣新園鄉新園國民小學     | 屏東縣新園鄉新園村媽祖路49號           |                                                                |  |
| 屏東縣新園鄉仙吉國民小學     | 屏東縣新園鄉仙吉村仙吉路91號           |                                                                |  |
| 屏東縣新園鄉瓦瑤國民小學     | 屏東縣新園鄉瓦磘村四環路3號            |                                                                |  |
| 屏東縣新園鄉烏龍國民小學     | 屏東縣新園鄉南龍村南興路217號          |                                                                |  |
| 屏東縣新園鄉港西國民小學     | 屏東縣新園鄉港西村中和路101號          |                                                                |  |
| 屏東縣新園鄉鹽洲國民小學     | 屏東縣新園鄉鹽埔村鹽洲路379號          |                                                                |  |
| 屏東縣琉球鄉琉球國民小學     | 屏東縣琉球鄉大福村中正路293號          |                                                                |  |
| 屏東縣琉球鄉天南國民小學     | 屏東縣琉球鄉忠孝路27號                 |                                                                |  |
| 屏東縣琉球鄉全德國民小學     | 屏東縣琉球鄉杉福村復興路97號           |                                                                |  |
| 屏東縣琉球鄉白沙國民小學     | 屏東縣琉球鄉漁福村三民路124號          |                                                                |  |
| 屏東縣崁頂鄉崁頂國民小學     | 屏東縣崁頂鄉崁頂村中正路119號          |                                                                |  |
| 屏東縣崁頂鄉港東國民小學     | 屏東縣崁頂鄉越溪村復興路96號           |                                                                |  |
| 屏東縣崁頂鄉力社國民小學     | 屏東縣崁頂鄉力社村力社路36號           |                                                                |  |
| 屏東縣林邊鄉林邊國民小學     | 屏東縣林邊鄉林邊村中山路68號           |                                                                |  |
| 屏東縣林邊鄉仁和國民小學     | 屏東縣林邊鄉中山路417號                |                                                                |  |
| 屏東縣林邊鄉竹林國民小學     | 屏東縣林邊鄉竹林村中興路122號          |                                                                |  |
| 屏東縣林邊鄉崎峰國民小學     | 屏東縣林邊鄉崎峰村裕後路2號            |                                                                |  |
| 屏東縣林邊鄉水利國民小學     | 屏東縣林邊鄉水利村豐漁路117號          |                                                                |  |
| 屏東縣南州鄉南州國民小學     | 屏東縣南州鄉溪南村人和路191號          |                                                                |  |
| 屏東縣南州鄉同安國民小學     | 屏東縣南州鄉同安村同安路79號           |                                                                |  |
| 屏東縣南州鄉溪北國民小學     | 屏東縣南州鄉溪北村仁里路102號          |                                                                |  |
| 屏東縣佳冬鄉佳冬國民小學     | 屏東縣佳冬鄉佳冬村進學街150號          | http://www.jdps.ptc.edu.tw （页面存档备份，存于）              |  |
| 屏東縣佳冬鄉塭子國民小學     | 屏東縣佳冬鄉塭豐村中興路1號            | http://www.uzps.ptc.edu.tw/ （页面存档备份，存于）             |  |
| 屏東縣佳冬鄉羌園國民小學     | 屏東縣佳冬鄉羌園村羌光路669號          | http://www.cyps.ptc.edu.tw/ （页面存档备份，存于）             |  |
| 屏東縣佳冬鄉昌隆國民小學     | 屏東縣佳冬鄉昌隆村中正路44號           | http://www.chles.ptc.edu.tw/ （页面存档备份，存于）            |  |
| 屏東縣佳冬鄉大新國民小學     | 屏東縣佳冬鄉大同村武丁路33號           | http://www.dasps.ptc.edu.tw/ （页面存档备份，存于）            |  |
| 屏東縣佳冬鄉玉光國民小學     | 屏東縣佳冬鄉玉光村民學路81號           | http://www.yges.ptc.edu.tw/ （页面存档备份，存于）             |  |
| 屏東縣恆春鎮恆春國民小學     | 屏東縣恆春鎮城北里北門路39巷26號       |                                                                |  |
| 屏東縣恆春鎮僑勇國民小學     | 屏東縣恆春鎮城北里西門路146號          |                                                                |  |
| 屏東縣恆春鎮大光國民小學     | 屏東縣恆春鎮大光里大光路8之6號         |                                                                |  |
| 屏東縣恆春鎮山海國民小學     | 屏東縣恆春鎮山海里山海路86號           |                                                                |  |
| 屏東縣恆春鎮水泉國民小學     | 屏東縣恆春鎮水泉里頂泉路1號            |                                                                |  |
| 屏東縣恆春鎮大平國民小學     | 屏東縣恆春鎮頭溝里頭溝路161號          |                                                                |  |
| 屏東縣恆春鎮墾丁國民小學     | 屏東縣恆春鎮墾丁路65號                 |                                                                |  |
| 屏東縣車城鄉車城國民小學     | 屏東縣車城鄉福興村中山路66號           | http://web.cces.ptc.edu.tw （页面存档备份，存于）              |  |
| 屏東縣滿州鄉滿州國民小學     | 屏東縣滿州鄉滿州村中山路39號           |                                                                |  |
| 屏東縣滿州鄉長樂國民小學     | 屏東縣滿州鄉長樂村大公路35號           |                                                                |  |
| 屏東縣滿州鄉永港國民小學     | 屏東縣滿州鄉永靖村新庄路25號           |                                                                |  |
| 屏東縣枋山鄉楓港國民小學     | 屏東縣枋山鄉善餘村光復路24號           |                                                                |  |
| 屏東縣枋山鄉加祿國民小學     | 屏東縣枋山鄉加祿村會社28號             |                                                                |  |
| 屏東縣三地門鄉地磨兒國民小學 | 屏東縣三地門鄉三地村行政街9號          |                                                                |  |
| 屏東縣三地門鄉青山國民小學   | 屏東縣三地門鄉青山村民族巷9號          |                                                                |  |
| 屏東縣三地門鄉青葉國民小學   | 屏東縣三地門鄉青葉村光復巷1-2號        |                                                                |  |
| 屏東縣三地門鄉口社國民小學   | 屏東縣三地門鄉口社村信義巷65號         |                                                                |  |
| 屏東縣三地門鄉賽嘉國民小學   | 屏東縣三地門鄉賽嘉村2號                |                                                                |  |
| 屏東縣瑪家鄉長榮百合國民小學 | 屏東縣瑪家鄉瑪家村和平路1段65號        |                                                                |  |
| 屏東縣瑪家鄉佳義國民小學     | 屏東縣瑪家鄉佳義村泰平巷12號           |                                                                |  |
| 屏東縣瑪家鄉北葉國民小學     | 屏東縣瑪家鄉北葉村風景巷1-22號         |                                                                |  |
| 屏東縣霧臺鄉霧臺國民小學     | 屏東縣霧臺鄉霧臺村中山巷45號           |                                                                |  |
| 屏東縣泰武鄉泰武國民小學     | 屏東縣泰武鄉泰武村5鄰阿夫魯岸路1號     |                                                                |  |
| 屏東縣泰武鄉武潭國民小學     | 屏東縣泰武鄉武潭村潭中巷45號           |                                                                |  |
| 屏東縣泰武鄉萬安國民小學     | 屏東縣泰武鄉萬安村1號                  |                                                                |  |
| 屏東縣來義鄉來義國民小學     | 屏東縣來義鄉丹林村古義路2號            |                                                                |  |
| 屏東縣來義鄉望嘉國民小學     | 屏東縣來義鄉望嘉村165號                |                                                                |  |
| 屏東縣來義鄉文樂國民小學     | 屏東縣來義鄉文樂村新樂路一號           |                                                                |  |
| 屏東縣來義鄉南和國民小學     | 屏東縣來義鄉南和村51號                 |                                                                |  |
| 屏東縣來義鄉古樓國民小學     | 屏東縣來義鄉古樓村育英路2號            |                                                                |  |
| 屏東縣春日鄉春日國民小學     | 屏東縣春日鄉春日村春日路314號          |                                                                |  |
| 屏東縣春日鄉力里國民小學     | 屏東縣春日鄉七佳村自強一路92號         |                                                                |  |
| 屏東縣春日鄉古華國民小學     | 屏東縣春日鄉古華村古華路3巷63號        |                                                                |  |
| 屏東縣獅子鄉楓林國民小學     | 屏東縣獅子鄉楓林村二巷22之2號          |                                                                |  |
| 屏東縣獅子鄉丹路國民小學     | 屏東縣獅子鄉丹路村丹路一巷39號         |                                                                |  |
| 屏東縣獅子鄉內獅國民小學     | 屏東縣獅子鄉內獅村1號                  |                                                                |  |
| 屏東縣獅子鄉草埔國民小學     | 屏東縣獅子鄉草埔村1巷5號               |                                                                |  |
| 屏東縣牡丹鄉牡丹國民小學     | 屏東縣牡丹鄉牡丹村牡丹路93號           |                                                                |  |
| 屏東縣牡丹鄉石門國民小學     | 屏東縣牡丹鄉石門村石門路33號           |                                                                |  |
| 屏東縣牡丹鄉高士國民小學     | 屏東縣牡丹鄉高士村高士路29號           |                                                                |  |

### 私立
| 學校名稱                     | 學校地址                         | 網址                                                |
| ---------------------------- | -------------------------------- | --------------------------------------------------- |
| 屏東縣私立崇華國民小學       | 屏東縣長治鄉復興村新興路38號     | http://www.chbes.ptc.edu.tw/ （页面存档备份，存于） |
| 屏東縣恆春鎮私立恆春國民小學 | 屏東縣恆春鎮城北里北門路39巷26號 | http://web.hcps.ptc.edu.tw （页面存档备份，存于）   |

## 已停辦學校
- 屏東縣私立志成商工
- 屏東縣私立明德高級中學[1]
- 高鳳數位內容學院
- 永達技術學院
- 屏東縣私立新基高級中學
- 屏東縣私立華洲工業家事職業學校